# Echano
Echano es una entidad de población española del municipio de Amorebieta-Echano, perteneciente a la provincia de Vizcaya, en la comunidad autónoma del País Vasco.

## Toponimia
El lugar puede aparecer referido como «Echano» y «Etxano».

## Historia
Hacia mediados del siglo XIX, el lugar, por entonces una anteiglesia con ayuntamiento propio, tenía contabilizada una población de 719 habitantes. Aparece descrito en el séptimo volumen del Diccionario geográfico-estadístico-histórico de España y sus posesiones de Ultramar de Pascual Madoz con las siguientes palabras:

ECHANO: anteiglesia con ayunt. en la prov. de Vizcaya (á Bilbao 3 leg.), part. jud. de Durango (2), aud. terr. de Burgos (26), c. g. de las Provincias Vascongadas (á Vitoria 9), dióc. de Calahorra (30). sit. á la falda oriental de la sierra de Oiz y á la der. de un arroyo que baja de aquella part. con clima en lo general sano y templado: tiene 130 casas, la municipal, 7 tabernas, 1 parador junto al camino real de Durango á Bilbao, escuela de primeras letras á que concurren 28 niños y 2 niñas, igl. parr. (la Anunciacion) servida por 2 curas beneficiados con título perpetuo y 1 sacristan; hay cementerio, 5 ermitas llamadas Sta. Cruz, San Juan, San Bartolomé, San Antolin y Sta Lucia, y un convento de religiosos Carmelitas Descalzos, cuya igl. se halla abierta y destinada al culto público á peticion de todos los pueblos de la vicaria, mediante la grande utilidad que de ello les resulta. El térm. se estiende 1 leg. de N. á S. y 3 de E. á O. y confina N. con Goronia; E. Yurreta; S. Amorevieta, y O. Larrabezua (part. jud. de Bilbao); hay varios montes, algunos de ellos poblados de robles, carrascos y hayas. El terreno es de mediana calidad y lo bañan varios arroyos que teniendo en el térm. su origen, desaguan luego en el r. Ibaizabal. caminos ademas del que se ha hecho mérito, hay otro que dirije á Marquina. El correo se recibe de la cap. del part. prod.: trigo, maiz y alubias; cria ganado vacuon y lanar, y alguna caza. ind.: 4 moloinos. pobl.: 110 vec., 719 alm. riqueza: 19,440 rs. En 1451 donó este pueblo el rey D. Juan II á su trinchant Fernando de Oloriz.
(Madoz, 1847, p. 441)

En la actualidad, pertenece al municipio de Amorebieta-Echano. En 2022, tenía empadronados 226 habitantes.

## Demografía
| Gráfica de evolución demográfica de Echano entre 1842 y 1950 |
| |
| Población de derecho según los censos de población del INE Población de hecho según los censos de población del INEEntre el censo de 1960 y el anterior, este municipio desaparece porque se agrupa en el municipio 48003 (Amorebieta Echano) |